# Joodse begraafplaats (Ootmarsum)

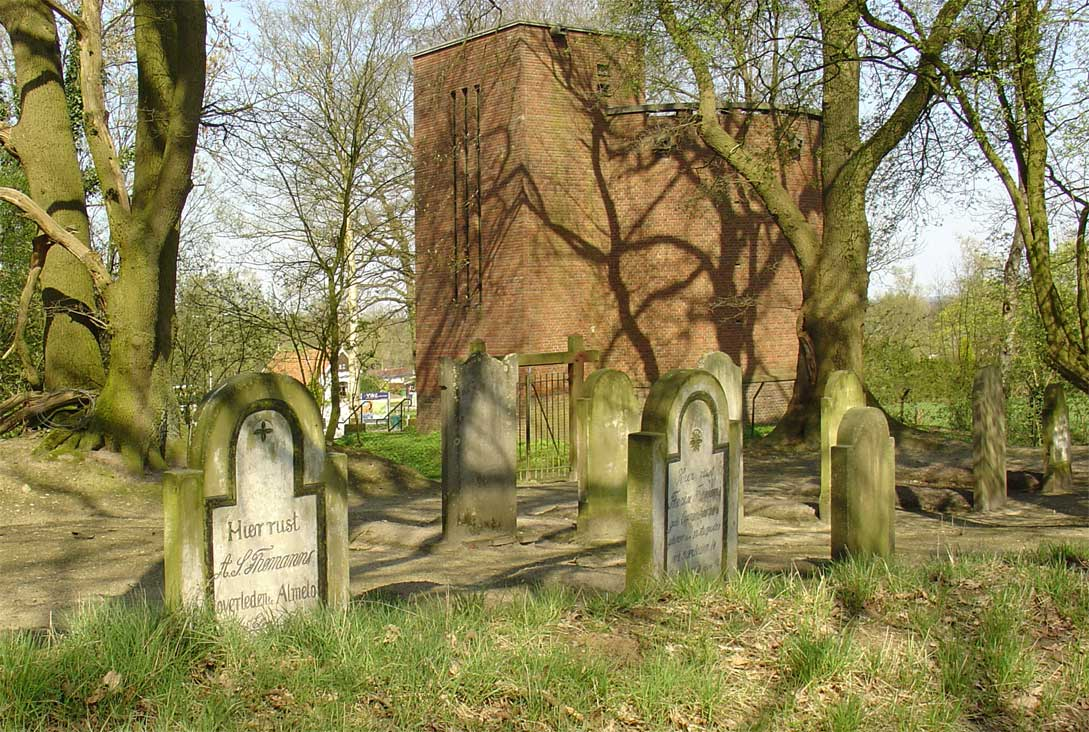
De Joodse begraafplaats op de Kuiperberg bij Ootmarsum

Op de Kuiperberg, even ten westen van de Nederlandse stad Ootmarsum (provincie Overijssel), ligt een Joodse begraafplaats, of zoals vooral oudere inwoners zeggen 'n Jödnkarkhof. Onder een aantal eeuwenoude eikenbomen staat een twintigtal grafstenen. Vóór elke steen is nog iets van een kleine zandheuvel te zien. De paden en de ruimte tussen de grafstenen zien er goed onderhouden uit. Deze worden dan ook vrijwel wekelijks onderhouden. Zoals gebruikelijk op een Joodse begraafplaats ontbreekt elke vorm van versiering: geen sierstruiken, bloemen, beeldjes.
De begraafplaats dateert van circa 1786. De grafstenen die bewaard zijn gebleven beslaan een periode van 1814 tot 1928. Op de grafstenen staan de opschriften. Bij een aantal is de tekst geheel in het Nederlands; bij andere stenen is alleen de Hebreeuwse taal gebruikt. Er zijn ook stenen, waar zowel een Nederlandse als een Hebreeuwse tekst is aangebracht. Hoewel ze groen zijn uitgeslagen hebben de stenen vrijwel allemaal de tand des tijds doorstaan.
In de 19e eeuw telde de Joodse gemeenschap van Ootmarsum circa 100 personen. In het begin van de 20ste eeuw nam het aantal joodse inwoners af en werd de joodse gemeente als zelfstandige gemeente opgeheven en bij Hardenberg gevoegd. Tien joodse inwoners van Ootmarsum werden in de Tweede Wereldoorlog weggevoerd naar de vernietigingskampen en vermoord. Er is in de Kloosterstraat te Ootmarsum een monument opgericht ter nagedachtenis aan deze slachtoffers van de Holocaust.

## Ouderdom
De ouderdom van de begraafplaats kan niet exact worden vaststeld. De stenen geven daarvoor ook niet voldoende aanwijzing. Daarop is te lezen dat de oudste grafsteen van 1814 dateert en de laatste steen in 1928 werd geplaatst. Over het begraven is pas later iets bekend, evenals over de plaats waar die begraafplaats lag. Bij de joden is het gebruikelijk dat hun doden buiten de leefgemeenschap begraven moeten worden. Dat was in het Ootmarsum van de 18de eeuw ook het geval en het stadsbestuur zal in die tijd zeker een plaats voor dat doel ter beschikking hebben gesteld. Dat die plaats de huidige Israëlische begraafplaats is, kan worden opgemaakt uit een aantekening in het dagboek van J.G. Dröghoorn, rentmeester van de drost Sigismund van Heiden Hompesch, de bewoner van Huis Ootmarsum.

## Onderhoud
Op de begraafplaats bevinden zich nog 22 grafstenen. De plaatselijke overheid heeft het beheer van de begraafplaats in handen.